# Sophia Mendonça
Sophia Silva de Mendonça (Belo Horizonte, 6 de febrero de 1997) es una periodista y escritora brasileña.

## Carrera
Durante sus años de licenciatura en Comunicación, escribió un blog llamado Tudo Bem Ser Diferente y fue presentadora del programa de radio semanal Mundo Asperger en el Centro Universitario de Belo Horizonte (UniBH), institución donde se graduó como periodista. También durante el primer año, durante seis meses, escribió su primer libro titulado Outro Olhar – Reflexões de um Autista, publicado en 2015.
Sophia recibió una maestría en Comunicación, Territorialidades y Vulnerabilidades de la Universidad Federal de Minas Gerais (UFMG). Sus obras giran en torno al autismo y la neurodiversidad, la accesibilidad afectiva y amorosa, las cuestiones de género, la etnografía virtual, la comunicación a través de medios digitales y las narrativas de vida. Completó su maestría en comunicación en marzo de 2022, con una tesis titulada A interseccionalidade entre autismo e transgeneridade: diálogos afetivos no Twitter ("La interseccionalidad entre autismo y transgénero: diálogos afectivos en Twitter").
Junto a su madre, la periodista Selma Sueli Silva, mantiene desde 2015 el canal de YouTube Mundo Autista, que se expandió a otros formatos mediáticos, como textos y episodios de podcast. Posteriormente se convirtió en un grupo de noticias del mismo nombre en colaboración con el portal de noticias UAI.
En 2023 apareció en la serie documental Gêmeas Trans: Uma Nova Vida, distribuida por HBO. Ese mismo año inició su doctorado en Literatura en la Universidad Federal de Pelotas (UFPel).

## Premios
En 2016, recibió el Gran Collar al Mérito Legislativo de Belo Horizonte. En 2019 ganó el premio Buenas Prácticas de Erasmus+, programa de la Unión Europea para las áreas de Educación, Formación, Juventud y Deporte, para el periodo 2014 a 2020, con el objetivo de apoyar la implementación de la Agenda Política Europea para la justicia social, inclusión, crecimiento y empleo.

## Vida personal
Sophia descubrió que era autista a los 13 años, dos años después de que le diagnosticaran el síndrome de Asperger. También recibió un diagnóstico de trastorno por déficit de atención con hiperactividad (TDAH).
En 2021, en una entrevista con el periódico universitario de la Pontificia Universidad Católica de Minas Gerais (PUC-MG), Sophia Mendonça dijo que ese diagnóstico fue liberador, pero que el mayor "fantasma" que la acompañó en la vida no fue el autismo, sino más bien la disforia de género, razón por la cual comenzó a sentirse más feliz después de su transición de género en 2020, ya que ve la expresión de género como una forma de comunicarse principalmente consigo misma. Se sometió a una cirugía de reasignación de sexo en junio de 2022.
Desde 2015 es miembro de la Soka Gakkai Internacional, una organización budista afiliada a las Naciones Unidas.

## Libros[18]
- Mendonça, Sophia (19 de noviembre de 2015). Outro Olhar: Reflexões de um Autista (en portugués de Brasil). Manduruvá Edição Especiais. p. 68. ISBN 9788591993406.
- Mendonça, Sophia (29 de septiembre de 2016). Danielle, Asperger (en portugués de Brasil). Manduruvá Edição Especiais. p. 72. ISBN 9788591993413.
- Mendonça, Sophia; Silva, Selma Sueli (17 de septiembre de 2018). Dez Anos Depois: Crônicas, Poemas, Artigos e Contos (en portugués de Brasil). Manduruvá Edição Especiais. p. 97. ISBN 9788591993475.
- Mendonça, Sophia (22 de marzo de 2019). Neurodivergentes: Autismo na Contemporaneidade (en portugués de Brasil). Manduruvá Edição Especiais. p. 100. ISBN 9788590681434.
- Mendonça, Sophia (24 de agosto de 2019). Entre Fadas e Bruxos (en portugués de Brasil). RM Books. p. 14. ISBN 9788590681472.
- Mendonça, Sophia (06-02-2020). Ikeda: Um Século de Humanismo (en portugués de Brasil). RM Books. p. 120. ISBN 9786590182739.
- Romano, Sophia (04-12-2020). Expressão Criadora (en portugués de Brasil). Mundo Asperger. p. 50. ISBN 9786599271601.
- Silva, Sophia (08-03-2022). Autismo no Feminino: A voz da mulher autista (en portugués de Brasil). Asperger's World. p. 322. ISBN 9786599271618.
- Mendonça, Sophia; Silva, Selma Sueli (23 de marzo de 2023). Diversos diálogos: Autismo(s), meios e mediações (en portugués de Brasil). Universidad Federal de Minas Gerais. p. 90. ISBN 9786586963489.
- Mendonça, Sophia (10-05-2023). Metamorfoses - Autismo e diversidade de gênero (en portugués de Brasil). Páginas editorial. p. 158. ISBN 9786550792404.